# Museo di Storia Francescana e Contadina
Il Museo di Storia Francescana e Contadina di Francavilla di Sicilia è ospitato all'interno del Convento dei Cappuccini di Francavilla di Sicilia.
Il museo è stato realizzato da Padre Concetto Lo Giudice di Linguaglossa, scomparso nel 2004.
Nel museo sono ospitati pezzi d'epoca, un lavabo di età bizantina ed un herbarium di piante officinali tipiche della zona.